# Sphingonaepiopsis gorgoniades
Sphingonaepiopsis gorgoniades är en fjärilsart som beskrevs av Jacob Hübner 1819. Sphingonaepiopsis gorgoniades ingår i släktet Sphingonaepiopsis och familjen svärmare. Inga underarter finns listade i Catalogue of Life.